# Bacidia carneoglauca
Bacidia carneoglauca är en lavart som först beskrevs av William Nylander och  som fick sitt nu gällande namn av Annie Lorrain Smith. 
Bacidia carneoglauca ingår i släktet Bacidia och familjen Ramalinaceae. Arten är reproducerande i Sverige. Inga underarter finns listade i Catalogue of Life.